# Anežka Indráčková
Anežka Indráčková (Jablonec nad Nisou, 30 luglio 2006) è una saltatrice con gli sci ceca.

## Biografia
Originaria di Desná e sorella di Karolína, a sua volta saltatrice con gli sci, Anežka Indráčková, attiva dal luglio del 2018, ha esordito in Coppa del Mondo il 31 dicembre 2021 a Ljubno (32ª), ai Giochi olimpici invernali a Pechino 2022, dove si è classificata 30ª nel trampolino normale, e ai Campionati mondiali a Planica 2023, dove si è piazzata 36ª nel trampolino normale; ai Mondiali di Trondheim 2025 è stata 37ª nel trampolino normale, 38ª nel trampolino lungo e 10ª nella gara a squadre.

## Palmarès

### Coppa del Mondo
- Miglior piazzamento in classifica generale: 39ª nel 2024